# Inundación de Formosa en 1983

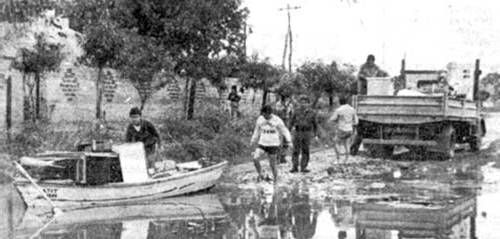
Inundación de Formosa (Argentina) en 1983

La inundación de Formosa en 1983 llegó el 31 de mayo de ese mismo año, cuando el río alcanzó su punto máximo y se evacuaron a unas 60 000 personas.

## Antecedentes

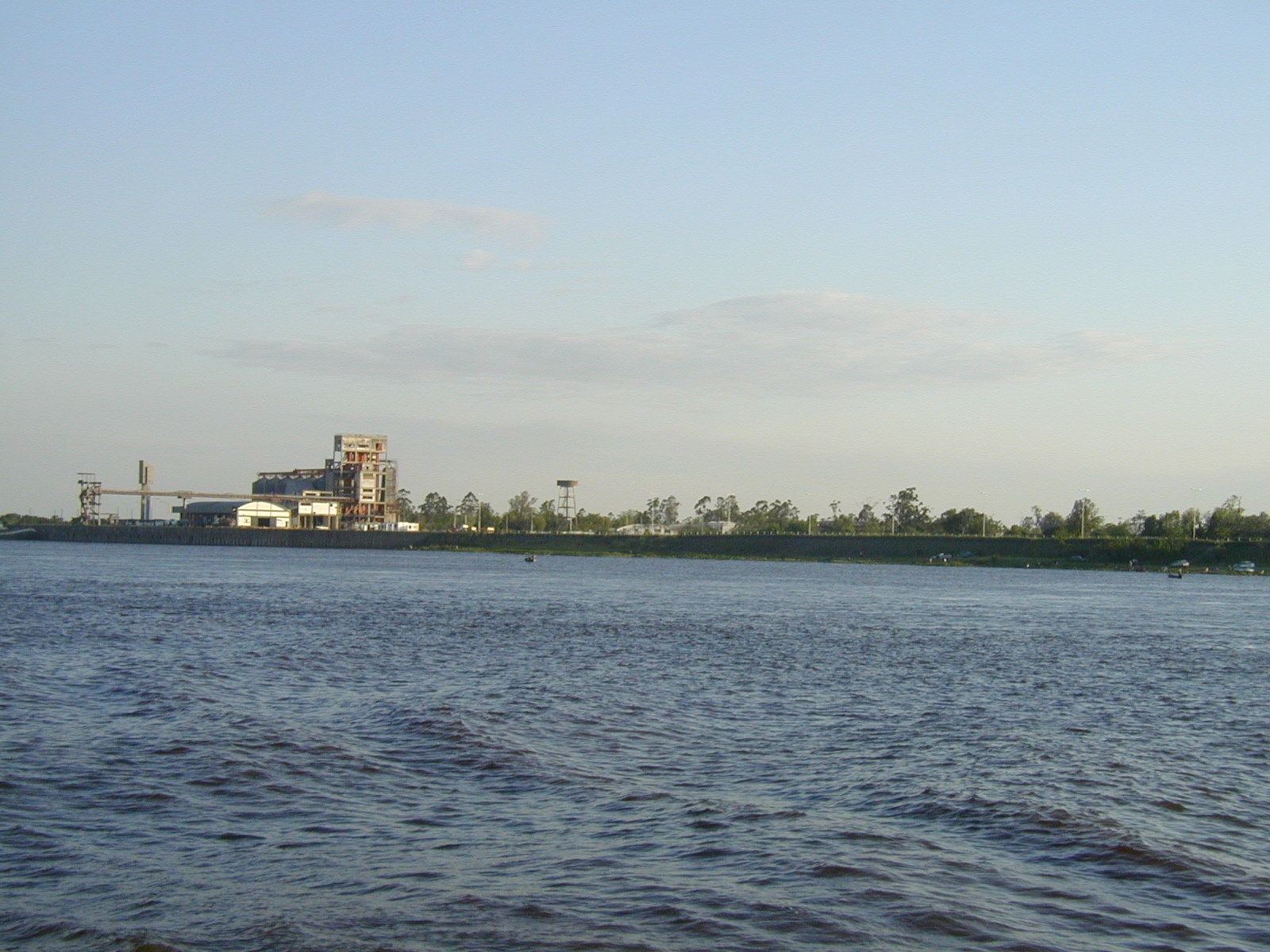
Vista del Nuevo Puerto de Cargas de la Ciudad de Formosa

Desde la fundación de la Ciudad en 1879, los nuevos asentamientos debieron establecerse en sectores más bajos, más cerca de la costa, más cerca del río, como desafiando su territorio, aunque sabiendo que esto representaba un riesgo a plazo indefinido, y así, un importante porcentaje del casco urbano se desarrolló en la periferia del asentamiento original creando populosos barrios densamente poblados.
Luego de varias décadas, los pobladores y los gobernantes creyeron estar del todo seguros de que nada ni nadie podría arrasar con el casco urbano ya establecido. Y fueron "ganándole" terreno al río rellenando parcialmente los terrenos de la costa, alterando el ecosistema, destruyendo bosques, degradando el suelo, construyendo casas y fábricas a cotas de riesgo. También se proyectaron grandes obras, como una Avenida Costanera. Pero no fueron más que simples promesas políticas.
Por ese entonces, las crecientes del Río Paraguay eran escasas, débiles y manejables. Y los pobladores sabían hasta donde llegaría el agua en cada acontecimiento.

Pero las décadas de los 60 y 70 las crecientes se caracterizaron por repetirse con mayor frecuencia, 

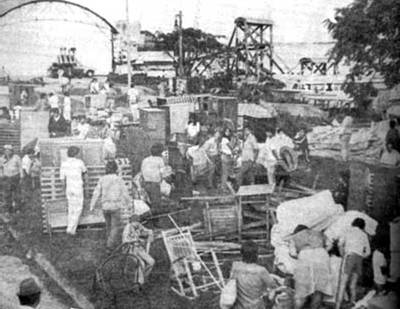
Recolección de ayuda para los damnificados en la zona del puerto de Formosa

mayor permanencia y lecturas hidrométricas cada vez más importantes. Ya en 1979, con una altura máxima de 8,32 metros, el Río Paraguay generó importantes pérdidas y miles de evacuados en una suerte de advertencia a lo que se vendría.
Pasados estos inconvenientes, se volvieron a establecer asentamientos cercanos a las costas del Río; creyendo que no iba a suceder de nuevo.
Para julio de 1982 una nueva creciente del río puso las aguas a 8,68 metros superando la marca del 79', generando millones de pesos en pérdidas y más de 18.000 damnificados, en el inicio de lo que sería la mayor inundación del siglo registrada en el litoral argentino.
A partir de allí el agua permaneció estancada. Bajaba y subia pero siempre dentro de los parámetros normales.

## La inundación
A causa de las bajas temperaturas y las fuertes lluvias en las cuencas del Río Paraná; para fines de abril de 1983 las marcas del Río Paraguay ya marcaban en el puerto formoseño 8,90 metros de altura. Las provincias de Santa Fe, Misiones, Corrientes y Chaco, ya estaban en emergencia desde hacía casi un mes, incluso el puerto de Barranqueras había desaparecido bajo las aguas que no paraban de crecer.
Como la situación se hacía incontrolable, Formosa fue declarada en estado de emergencia, las aguas del Paraguay habían sobrepasado los 9 metros y el desastre comenzó a acentuarse, primero en las zonas isleñas y ribereñas; y después en los barrios periféricos de la capital y localidades cercanas, rodeando amenazante los centros poblados sin defensas, sin elementos válidos que pudieran hacer frente a semejante desborde.
Luego, todo fue indignación y tristeza. Las aguas ya habían arrasado localidades como Clorinda y Herradura; había cortado rutas y caminos y todavía venía por más.
Entonces, tanto en capital como en Clorinda, comenzó la desesperada construcción de las obras de defensa de costas rodeando el casco urbano, construidas sobre los perímetros más altos con tierra compactada traída en camiones que operaban sin descanso y apilada por maquinaria vial, formando una barrera de contención, en un trabajo demoledor que implicó el movimiento de 340 camiones y 119 equipos pesados entre las dos ciudades, el traslado de más de 1.000.000 de metros cúbicos de tierra y el trabajo solidario e incansable de miles de brazos anónimos que día y noche reforzaban los terraplenes con bolsas de arena, clavando estacas, presentando pelea para salvar lo de todos. Pero el río no dejaba de crecer, siguió avanzando y pasó la marca de los 10 metros sin intención de detenerse. En el puerto local, la actividad era incesante, miles de familias evacuadas con las pocas pertenencias que podían rescatar eran asistidas por cuanta embarcación estaba disponible, como el arenero Capri VI, que en incansables viajes trasladó las poblaciones cercanas como Alberdi, en Paraguay, y de los sectores isleños más comprometidos; o el buque de la Armada 'Piloto Alsina', que sirvió de alojamiento y asistencia a cientos de familias damnificadas.
El 31 de mayo de 1983, el río llegó a su marca máxima: 10,73 metros; manteniendo a la ciudad de Formosa en el peor de los caos: las escuelas, transformadas en centros de evacuados, las clases suspendidas, los servicios básicos prestados con deficiencia, supermercados desabastecidos, comercios que cerraban, productores que perdían todo, y más de 10.000 formoseños que decidieron irse de una provincia que, de pronto, les daba miedo.
Pero muchos se quedaron; ayudaron a distribuir alimentos, ropa y medicamentos entre los más de 75 centros de evacuados dispersos en toda la ciudad, para reforzar la esperanza de las barreras de contención, para colaborar con Defensa Civil, Cruz Roja, Prefectura, Aeronáutica, Ejército y Gendarmería en lo que fuera necesario, para tratar de salvar lo que les pertenecía y luchar hasta lo último en una suerte de batalla personal para vengar la desgracia de casi 70.000 damnificados por las aguas de un río que no perdonó, que fue implacable y que se cobró con creces la imprudencia humana.
Para mediados de junio, el agua comenzó su franca retirada, se había calmado, al final se dio por vencida. Dejó atrás desolación, tristeza, sueños perdidos y, para muchos, un irremediable volver a empezar; también dejó en la memoria el recuerdo del trabajo solidario de un pueblo que decidió no entregarse y pelear para salvar sus bienes y su dignidad.

## Datos

### Alturas delRío Paraguay
- Altura promedio: 4,60 m
- Etapa alerta: 7,80 m
- Etapa evacuación: 8,30 m

Las inundaciones de 1983 sobrepasaron en 6,13 metros la altura promedio del río.